# Kościół Świętych Fabiana i Sebastiana w Szczuce
Kościół Świętych Fabiana i Sebastiana w Szczuce – rzymskokatolicki kościół parafialny należący do parafii pod tym samym wezwaniem (dekanat Górzno diecezji toruńskiej).
Świątynia została wzniesiona w 1 połowie XIV wieku. Pierwsza wzmianka o kościele pojawiła się w zestawieniu strat po wojnie polsko-krzyżackiej w 1414 roku. Przed 1618 rokiem świątynia nosiła wezwanie: świętych Wita, Fabiana, Sebastiana i Wszystkich Świętych. Budowla powstała w stylu gotyckim z kamienia polnego i cegły. Częściowo została otynkowana (wieża i prezbiterium). Wyposażenie kościoła pochodzi głównie z XVIII stulecia. W 1882 roku świątynia została rozbudowana, wówczas zostało dobudowane od strony wschodniej obecne prezbiterium w stylu neogotyckim oraz przylegająca do niego od strony południowej zakrystia. Wtedy również być może została odnowiona i przekształcona górna partia wieży.